# Posteljnik
Posteljnik (romunsko postelnic, mn. postelnici,  iz slovanskega postel, postelja), znan tudi kot stratonik, je bil zgodovinski dvorni položaj v knežrvinah Vlaški in Moldaviji, ki so ga tradicionalno zasedali bojarji in je približno ustrezal položaju  komornika. 
Glavni atribut posteljnikov je bil sprva ta, da so spali v vladarjevih, se pravi knezovih spalnih prostorih na njegovem dvoru. V 19. stoletju so  posteljniki na obeh dvorih postali odgovorni za organiziranje sprejemov pri knezu in postali enakovredni zunanjim ministrom.
Položaj je imel tri stopnje:
- vel postelnic – veliki posteljnik, najvišji komornik
- postelnic al doilea  - drugi komornik, namestnik prvega komornika
- postelnic al treilea – tretji, najnižji komornik

## Vir
- Cantemir, Dimitrie (2001). Descrierea Moldovei. București-Chișinău: Editura „Litera Internațional”.